# Bromphenole
Die Bromphenole bilden in der Chemie eine Stoffgruppe, die sich formal vom Phenol und vom Brombenzol ableitet. Die Struktur besteht aus einem Benzolring mit Hydroxygruppe (–OH) und Brom (–Br) als Substituenten. Durch ihre Anordnung ergeben sich drei Konstitutionsisomere mit der Summenformel C6H5BrO.
| Gefahrensymbol | Gefahrensymbol |

| Gefahrensymbol |

| Gefahrensymbol |

| Gefahrensymbol |

## Eigenschaften
4-Bromphenol, das die höchste Symmetrie aufweist, hat den höchsten Schmelzpunkt. Die Bromphenole sind aufgrund des −I-Effekts des Bromsubstituenten acider als Phenol. Die pKs-Werte sind daher entsprechend niedriger (Phenol: 9,99).

## Darstellung
2-Bromphenol ist aus Phenol über die Bromierung des Natriumsalzes der 2,4-Disulfonsäure zugänglich.
Auch die Darstellung aus 2-Bromanilin ist möglich.
3-Bromphenol kann aus Nitrobenzol durch Bromierung, Reduktion der Nitrogruppe, Diazotierung und anschließendes Verkochen des Diazoniumsalzes hergestellt werden.
4-Bromphenol erhält man aus Phenol durch Bromierung mit elementarem Brom.